# Call of Duty: Heroes
Call of Duty: Heroes била је бесплатна видео-игра у жанру стратегије у реалном времену коју је издао Activision а развио Faceroll Games. Игра је изашла за Android и iOS 26. новембра 2014. године. Дана 23. октобра 2018. године, Activision је најавио да игра неће више бити у могућности да се игра од 22. децембра исте године до даљег.

## Истакнути ликови
- Капетан Прајс (серија )
- Џон Соуп Мектавиш (серија )
- Волкрофт (серија )
- Сајмон Гоуст Рајли
- Јури
- Едвард Ричтофен (серија )
- Мајк Харпер (Call of Duty: Black Ops II)
- Раул Менендез (Call of Duty: Black Ops II)
- Рипер (Call of Duty: Black Ops III)
- Аутрајдер (Call of Duty: Black Ops III)
- Рајли
- Илона (Call of Duty: Advanced Warfare)
- Гидеон (Call of Duty: Advanced Warfare)
- Роналд Ред Данијелс (Call of Duty: WWII)
- Камил Русо Денис (Call of Duty: WWII)